# Сергеєв Микола Олександрович (атлет)
Микола Олександрович Сергеєв (нар. 7 червня 1991, Сімферополь, Україна) — український паверліфтер. Майстер спорту України міжнародного класу, чемпіон і рекордсмен світу з паверліфтингу серед юнаків та юніорів у ваговій категорії до 90 кг і до 100 кг.
Багаторазовий чемпіон і рекордсмен світу. За свою недовгу спортивну кар'єру Микола встановив більше 50 світових рекордів серед юнаків, юніорів, чоловіків (відкритої категорії), в різних вагових категоріях і за різними версіями (NPA, IPA, WPC, GPF, WUAP, WPA, IPO, RPS та ін.). У його «скарбничці» більше 30 перемог на змаганнях всеукраїнського рівня, більше 30 золотих медалей, отриманих на змаганнях міжнародного рівня, чемпіонатах Європи та Світу. У 17 років виконав норматив Майстра спорту міжнародного класу, офіційно звання присвоєно у 18 років.

## Біографія
Микола Сергеєв народився 7 червня 1991 року в місті Сімферополь. У віці 8 років Микола почав займатися спортом, це були різні види єдиноборств, в тому числі і бокс, яким захоплювався найбільше. У віці 13 років вперше потрапив в тренажерний зал. Уже тоді, на першому тренуванні, не маючи жодного уявлення про пауерліфтинг та бодібілдинг, він без проблем міг підняти сімдесяти кілограмову штангу у вправі жим лежачи. Але в той час він був більше сконцентрований на інших видах спорту. Рік по тому Микола в рази збільшує силові результати і починає розуміти, що «залізний спорт» — це те, що він шукав. З цього моменту ставлення до цього спорту стає більш серйозним.
Перші значущі змагання для Миколи Сергеєва відбулися у лютому 2008 року, де він у віці 16 років став чемпіоном України. В останньому підході підняв вагу, що перевищувала норматив майстра спорту і рекорд України, але йому не зарахували цей підхід. Цього ж року він виступив на міжнародному турнірі, що проходив в Криму, і на кубку України UPO. Скрізь перемагає.
2009 р. починається з перемог у всіх дисциплінах на Чемпіонаті України з пауерліфтингу UPO. Далі — Чемпіонат України WPC\AWPC з жиму лежачи, де Микола в 17 років піднімає в жимі 190,5 кг у ваговій категорії до 82,5 кг, що перевищує Світовий рекорд в екіпіровці (використовується одношарове екіпірування). Трохи пізніше, вже без екіпіровки, він потисне 180 кг. Потім Микола переходить в наступну вагову категорію. Перемоги на міжнародних змаганнях, перемога на кубку України… Але вінцем цього року стають 2 золоті медалі на чемпіонаті Світу, несподівана перемога в абсолютній першості серед юнаків і 13 рекордів світу, встановлених за 2 дні виступу на чемпіонат.
2010 р. починається з перемоги на Чемпіонаті України за версією Всеукраїнської Організації Пауерліфтингу. Перемога на меморіалі В. Пономаренко. На цьому турнірі Микола Сергеєв виступив під час хвороби з високою температурою (39 градусів), але все одно переміг з результатом 220 кг у жимі. Піднімає і неофіційний світовий рекорд 245 кг, але його не зарахували через технічну помилку. Незважаючи на впевнені перемоги, Миколі не вдається показати кращі результати. Попереду чемпіонат Європи. 26-30 травня Сергеєв виступив у ваговій категорії до 90 кг, з великими труднощами зганяючи вагу до категорії… І піднімає рекордні кілограми! Встановлює новий світовий рекорд в присідання — 330 кг, перевищуючи рекорд Біла Карсона на 12,5 кг, у жимі лежачи — 240 кг, що перевищило світовий рекорд Марка Холдрена на 40 кг. Збирає в сумі понад 800 кілограм. І все це в зовсім юному віці — 18 років.
2011 р. Микола починає з перемоги на чемпіонаті України UPO з пауерліфтингу в місті Харків, стає абсолютним чемпіоном серед всіх категорій в жимі. Це були останні змагання Миколи в категорії до 90. Він просто якимось дивом «помістився» в цю категорію, втративши більше 8 кг. Звичайно ж це вплинуло і на фізичний стан. Зі слів Миколи організм був настільки виснажений, що йому з великими труднощами давалися взагалі будь-які рухи. Пізніше він визнав помилкою виступ у категорії до 90 кг. Змагання пройшли дуже важко, у нього не виходить підняти ті кілограми, які піднімалися на тренуваннях, але й цього вистачило для встановлення нових світових рекордів. У присіданні насилу вийшло уникнути нульового результату, штанга була непідйомною і впала на поміст. 2 невдалих підходи, вагу не взято. В останньому підході приймається рішення збільшити вагу до 340 кг, що перевищує на 10 кг його власний рекорд Світу. Підхід вдалий, новий рекорд зарахований! У жимі справляється з вагою 260 кг, покращуючи свій Світовий рекорд. Остання вправа — станова тяга. Сил вже не залишилося і спортсмен показав відносно невисокий результат. Проте, Микола зібрав рекордну в Світі суму в цьому віці — 845 кг, що не є для нього межею, але є межею для інших. Він переміг як в категорії юнаків, так і серед дорослих. За найкращими підходами сума перевалює за 900 кг. A Далі слід перемога на чемпіонаті України WPC, перемога серед всіх вагових категорій по юнакам до 19 років на міжнародному турнірі WPC і 275 кілограм, легко підняті в жимі лежачи.
В липні 2011 Сергеєв став абсолютним переможцем міжнародного Кубка Таврики. В жовтні 2011 р. — жим 290 кг на комерційному турнірі в категорії до 100 кг у віці 20 років. В листопаді відправляється в Угорщину, де його чекає серйозна конкуренція. Микола працює всього в один підхід і перемагає як в категорії, так і абсолютному заліку серед юніорів з ще одним світовим рекордом. В кінці року Микола Сергеєв потрапляє в топ 11 найкращих спортсменів Автономної Республіки Крим за 2011 рік.
Змагальний 2012 р. починається пізно для Сергєєва, в червні на Кубку Таврики. Зі слів спортсмена, він був у найкращій формі і готовий показати найвищий результат. Але, як відомо, для високого результату мало фізичної сили, потрібна ще й удача. На змаганнях все виходить інакше. Найсильніший юніор країни не утримує 300 кілограм, штанга вилітає з рук і падає на нього. Але це не послужило приводом опускати руки. Відновившись після невдалого виступу, Сергеєв реабілітується на турнірі Iron Games, встановлює рекорд Світу WPA, стає абсолютним переможцем турніру. При цьому в інтерв'ю Микола називає свій результат в 280 кг «невисоким» і обіцяє 300 «офіційно». Після заслуженого відпочинку починається важка робота на тренуваннях, де спортсмен доходить до ваги в 340–350 кг.
У другій половині 2012 р. Микола Сергеєв стає абсолютним Чемпіоном Світу GPF серед усіх вагових і вікових категорій, абсолютним переможцем Кубка України і Кубка Світу WUAP. Піднімає в жимі лежачи 300 кілограм і стає найлегшим і наймолодшим спортсменом, який підкорив цей рубіж в Автономній Республіці Крим. Встановлює нові світові рекорди і підтверджує статус спортсмена, котрий досі жодного разу не програв у своєму віці.
У 2013 р. Микола Сергеєв повертається на поміст після річної перерви і стає абсолютним переможцем кубка України з новим світовим рекордом за всіма версіями, під егідою яких проходить кубок. Українському юніору підкорюється вага в 310 кг в жимі! Трохи пізніше, вже на Чемпіонаті Світу, — і 315 кг у ваговій категорії до 100 кг! Микола Сергеєв в черговий раз стає абсолютним чемпіоном Світу та встановлює черговий світовий рекорд і це, за його словами, далеко не межа…
2014 р. починається для Сергеєва з виступу на чемпіонаті Європи і встановлення нового рекорду Світу серед дорослих та юніорів. Перемога далася йому нелегко. Уже в першому підході на 310 була травмована спина і права рука. Спортсмена буквально піднімали з лави після невдалого підходу. Однак Микола вирішує продовжити виступ. В заключній, третій спробі йому вдалося зафіксувати 320 кг і вирвати перемогу! Далі йшов кубок Світу «Олімпія». Микола знову збільшує свій результат до 325 кг і стає переможцем, не дивлячись на суворе суддівство і схуднення до вагової категорії 100 кг. В процесі підготовки йому вдається працювати на дожимом з бруска з вагою 410 кг. Завершенням змагального сезону став міжнародний кубок Таврики, де спортсмену вдалося зробити справжній фурор. Жим лежачи 343 кг вразив багатьох, люди повставали зі своїх місць і оточили поміст. Ця вага перевищувала світовий рекорд NPA серед дорослих (а серед юніорів Микола вже є абсолютним рекордсменом, більше за нього не піднімали ніколи і ні в одній федерації) в категорії до 100, крім того — це абсолютний рекорд Кубка і золото в абсолютній першості.

## Особисті рекорди
| Рекорди:       | |
| Жим:           | 343 кг (2014 р., 22 роки, дожими 410 кг), 315 кг (на момент 2013 р. — 22 роки, дожими 380 кг), 300 кг (2012 р.), 280 кг (19 років) |
| Присідання:    | 360 кг (на момент 2010 р. — 19 років), 330 кг (18 років)                                                                           |
| Становая тяга: | 280 кг (на момент 2010 р. — 19 років)                                                                                              |